# Kikjó
Kikjó (桔梗; Hepburn: Kikyō) kitalált szereplő Takahasi Rumiko InuYasha című manga- és animesorozatában.